# Aram-Xah
Aram Shah o Arambakhsh Shah (1210–1211) fou un sultà mameluc de Delhi. La seva relació amb Àybak és incerta; generalment se'l considera fill però com que Minhaj al-Siraj assegura que només va tenir tres filles, s'ha pensat que fou un parent adoptat. Abu l-Fadl diu que era el seu germà però això és improbable. Algun historiador modern pensa que de fet no tenien cap relació i fou elegit pels amirs entre ells mateixos; no existien normes predeterminades sobre la successió i depenia de la influència dels Chihalganis o Cos dels Quaranta que eren l'elit administrativa militar de la tribu Ilbari.
Qutb-ad-Din Àybak va morir en un accident jugant al polo (čawgan) l'octubre del 1210 i llavors el va succeir, però elegit per Àybak o pels Chihalganis no fou una bona elecció i aviat es va enemistar amb la noblesa i els ulemes. El Cos dels Quaranta aviat va començar a conspirar i va cridar a Shams al-Din (gendre d'Àybak) convidant-lo a assolir el poder; aquest era governador a Badaun i prèviament va demanar l'aprovació dels ulemes que va obtenir. Llavors va avançar cap a Delhi; generalment es diu que Aram Shah fou assassinat durant una desfilada, i els amirs que li donaven suport foren derrotats per Shams al-Din a la plana de Jud, prop de Delhi el 1211 i aquest es va proclamar sultà amb el nom d'Iltutmix que voldria dir "seixanta" (suposadament per tenir 60 anys en aquell moment).